# Reach Me - La strada per il successo
(Tagline del film)
Reach Me - La strada per il successo (Reach Me) è un film indipendente del 2014 scritto e diretto da John Herzfeld.

## Trama
"Reach Me", un libro motivazionale scritto da un uomo misterioso, ottiene in breve tempo una tale popolarità da ispirare un gruppo di persone composto da: una giornalista, il suo editore, un'ex-detenuta, un magnate dell'hip hop, un attore e un poliziotto sotto copertura a rivalutare le loro decisioni e ad affrontare le loro paure nella speranza di costruirsi una vita più positiva. Tale percorso, che coinvolge anche i loro parenti, amici e conoscenti, li porta progressivamente a scoprirsi tutti connessi seppur estranei l'un l'altro.

## Produzione
Dopo l'avvio delle riprese, uno dei produttori del film ha abbandonato il progetto, e sono venuti a mancare parte dei soldi necessari per finire il film. Di fronte a questo problema, il regista John Herzfeld, insieme all'amico Sylvester Stallone ed al produttore Cassian Elwes, aprono una campagna di ricerca fondi sul sito crowdfunding Kickstarter fissando il traguardo a 250.000 dollari, da raggiungere entro il 19 settembre 2013. Al raggiungimento del traguardo, il regista cancella la campagna su Kickstarter per aprire la nuova campagna sul sito Indiegogo per la maggiore flessibilità che permette la possibilità di donare una cifra superiore ai 10.000 dollari per ogni singolo investitore internazionale. Il traguardo viene raggiunto e superato nel giro di cinque giorni e la campagna viene chiusa con successo il 22 settembre 2013, raggiungendo la cifra di 181.140 dollari.

### Titolo
Il titolo iniziale del progetto era Glad All Over, mentre successivamente è stato diffuso col titolo internazionale Out of Sight prima che venisse definitivamente scelto Reach Me.

### Riprese
Le riprese sono iniziate il 1º ottobre e sono terminate il 3 dicembre 2012 e si sono svolte tra Los Angeles ed El Segundo.
Il budget del film è stato di circa 5 milioni di dollari.

## Promozione
Il primo trailer del film viene diffuso nel luglio 2014 sul sito vimeo.com.

## Distribuzione
I diritti per la distribuzione internazionale sono stati venduti alla Millennium Entertainment durante la 67ª edizione del Festival di Cannes.
La pellicola è stata distribuita in un numero limitato di sale cinematografiche statunitensi a partire dal 21 novembre 2014, mentre in Italia doveva inizialmente essere distribuito dalla Indie Pictures, ma in seguito arriva nel mercato direct-to-video a partire dal 9 dicembre 2015 distribuito da Eagle Pictures.

### Divieto
Il film è stato vietato ai minori di 13 anni non accompagnati per la presenza di violenza, linguaggio scurrile e uso di droga.